# Krokgöl (Locknevi socken, Småland)
Krokgöl är en sjö i Vimmerby kommun i Småland och ingår i Botorpsströmmens huvudavrinningsområde.